# 5e cérémonie des American Film Institute Awards
La 5e cérémonie des American Film Institute Awards, décernés par l'American Film Institute, a eu lieu le  13 décembre 2004, et a récompensé les films et séries télévisées diffusées dans l'année.

## Palmarès

### Cinéma - Film de l'année
- Aviator (The Aviator)
- Collatéral (Collateral)
- Eternal Sunshine of the Spotless Mind
- Friday Night Lights
- Les Indestructibles (The Incredibles)
- Dr Kinsey (Kinsey)
- Maria, pleine de grâce (María llena eres de gracia)
- Million Dollar Baby
- Sideways
- Spider-Man 2[Note 1]

### Télévision
- Arrested Development
- Deadwood
- Desperate Housewives
- Larry et son nombril (Curb Your Enthusiasm)
- Lost : Les Disparus (Lost)
- Nip/Tuck
- The Shield
- Something the Lord Made
- Les Soprano (The Sopranos)
- South Park